# Baltasar B. Samper
Baltasar B. Samper (Barcelona, 9 de gener de 1938) és un pintor català, instal·lat a Islàndia.

Net del poeta mallorquí Baltasar Samper i Marquès, i pare del director  de cinema islandès Baltasar Kormákur Samper, va decidir en 1961, als 23 anys, i després d'acabar els estudis de Belles Arts, trencar els seus lligams amb un país en què el confés catalanisme dels Samper era una amenaça, a la qual s'unia una difícil situació familiar.
La trobada casual amb Álfrún Gunnlaugsdóttir, una jove islandesa que estudiava Filosofia i Lletres a Barcelona, va ser determinant: ella li va parlar de les bones expectatives per prosperar que existien al seu país, especialment treballant en la pesca de l'areng, a l'Àrtic. En tot just 12 mesos, va amassar una fortuna per a l'època, que va gastar en viatjar un any per Europa "veient museus i divertint-se". Va tornar a Islàndia per intentar repetir la jugada, però problemes de salut el van obligar a buscar feina a terra ferma en una agència publicitària.
Llavors va decidir dedicar-se de ple a la seva passió, la pintura, que va compatibilitzar amb la d'il·lustrador en el prestigiós diari Morgunblaðið i la d'escenògraf per al Teatre Nacional islandès.
Des de finals dels anys vuitanta, Samper s'ha dedicat exclusivament a la pintura, camp en el qual gaudeix d'un indubtable prestigi a Islàndia i altres països escandinaus, gràcies a una obra centrada en la mitologia nòrdica que podria definir-se com a figurativa i expressionista.
Ha exposat a Londres i a Alemanya, però mai a Espanya, encara que el seu desig es fer-ho algun dia a Barcelona. També ha exposat diverses vegades als Estats Units.
Amb la seva dona, Kristjana, escultora, Samper ha tingut tres fills que han heretat la vinculació de la família amb l'art. Les seves dues filles, Rebeca Rán, que va estudiar Belles Arts a Barcelona, i Mireia, són pintores com el seu pare. I el seu fill, Baltasar Kormákur, és un destacat director de cinema islandès, conegut per haver dirigit pel·lícules com 101 Reykjavík, Veritats ocultes, Les maresmes, Djúpið (The Deep), i Everest. Samper només té la ciutadania islandesa. Segons ell mateix "podria tenir-la doble, però fins que Catalunya no sigui lliure només en tindrà una". Darrerament, està planejant una exposició a Catalunya; aquesta, però, significaria el retorn a casa". La seva darrera residència és a la casa-estudi de Kópavogur, municipi molt proper a Reikiavik.